# Symfonie nr. 10 (Coates)
Gloria Coates voltooide haar Symfonie nr. 10 "Drones of druids on Celtic ruins" in 1994.
Het werk kwam voort uit een opdracht uit 1989 die de componiste kreeg vanuit Erding, Duitsland. Stad en gemeente zagen hun Viereckschanze (vierkante grafheuvel) aangelegd door Kelten bedreigd door de aanleg van een nieuwe snelweg. Omdat Coates de Keltische cultuur voor dit werk ging bestuderen, begon ze pas vier jaar later aan het werk en leverde het het jaar daarop af. Coates kwam met een driedelige symfonie met een opmerkelijke orkestratie. Het symfonieorkest bestaat alleen uit koperblazers en slagwerk. 
De titels van de delen ontleende Coates aan regels uit gedichten van Emily Dickinson, zonder dat het gedicht iets te maken had met het thema of de muziek. De drie delen:  
- Ages coil within
- The glory of decay
- Gamuts of eternity

De muziek kent geen melodielijnen of soortgelijke motieven. Het werk bestaat uit lange tonen, waarin veranderingen optreden als een muziekinstrument inzet of afhaakt. Daardoor ontstaat een constante stroom aan wisselende akkoorden. De componist schreef hier en daar microtonaliteit voor. Ze ging uit van de herhalingen in de Keltische volksmuziek. In deel 2 schreef Coates alleen slagwerk voor. De inzetten worden dan gevormd door het begin van een nieuwe roffel, in dit geval roffelen de pauken mee. Het deel wordt geopend door een windmachine. Het was de bedoeling om het werk uit te voeren op de grafheuvel, maar de première vond plaats op 8 oktober 1995 in de toen nieuwe muziekschool van de stad. Uitvoerende musici waren het Erding Orchester onder leiding van Gabriel Keogh, leraar koperblazers aan die muziekschool.
De enige opname van het werk (gegevens 2019) dateert van 2014 en werd in 2018 uitgebracht. In het jaar van opname schreef de componist Perchance to dream voor de dirigent in kwestie Susan Allen, van huis uit harpiste. Allen overleed binnen een jaar na de opname van symfonie nr. 10.